# Camponotus kurdistanicus
Camponotus kurdistanicus (лат.) — вид муравьёв рода кампонотус (Camponotus) (подрод Myrmentoma) из подсемейства формицины (Formicinae).

## Распространение
Ближний Восток: Израиль и Турция, Азербайджан и Иран.

## Описание
Отличаются от близких видов мезосомой более светлой чем бёдра, чёрной головой и брюшком, усеченным передним краем клипеуса (медиально цельный), отсутствием метанотальной бороздки
Рабочие муравьи имеют длину 4,9—5,2 мм, длина головы = 1,14—1,37 мм, ширина головы = 1,01—1,25 мм.